# Krzywa Jordana
Krzywa Jordana – homeomorficzny obraz okręgu na płaszczyźnie. Funkcjonuje też nieco słabsza definicja:
Odwzorowanie ciągłe przedziału {\displaystyle (\alpha ,\beta )} w płaszczyznę nazywa się krzywą {\displaystyle \gamma } na płaszczyźnie. Jeśli {\displaystyle \gamma (\alpha )=\gamma (\beta ),} to tę krzywą nazywa się zamkniętą, a jeśli ponadto jest ona różnowartościowa w przedziale {\displaystyle \{t\colon \alpha <t<\beta \},} nazywana jest ona krzywą Jordana.
W praktyce krzywą Jordana nazywa się też obraz tej krzywej na płaszczyźnie i ten obiekt jest homeomorficzny z okręgiem.

## Twierdzenia

Który z zaznaczonych punktów należy do wnętrza wielokąta?

Z krzywą Jordana związanych jest kilka twierdzeń.
Twierdzenie o krzywej Jordana
Każda krzywa Jordana rozdziela płaszczyznę na dwa odrębne obszary i jest ich wspólnym brzegiem.
Twierdzenie to było przez długi czas uważane za oczywiste, po raz pierwszy zapisał je jednak Camille Jordan w 1887 roku, dzięki czemu nosi jego imię. Dosyć łatwo je udowodnić dla krzywych gładkich lub odcinkami gładkich, jednak dla krzywych w żadnym punkcie niegładkich jest to zadanie trudne. Pierwszy poprawny dowód twierdzenia Jordana podał w roku 1905 Oswald Veblen.
Twierdzenie Jordana-Schönfliesa
Dla każdej krzywej Jordana istnieje homeomorfizm płaszczyzny na siebie, który przeprowadza tę krzywą na okrąg.
Twierdzenie Jordana-Brouwera
Każda {\displaystyle (n-1)}-wymiarowa sfera zanurzona w {\displaystyle n}-wymiarowej przestrzeni euklidesowej rozdziela tę przestrzeń na dwa rozłączne obszary.
Twierdzenie to nie daje się uogólnić do odpowiednika twierdzenia Jordana-Schönfliesa dla {\displaystyle n} wymiarów – istnieją bryły, których powierzchnia jest homeomorficzna ze sferą, jednak zewnętrze nie jest homeomorficzne z zewnętrzem kuli. Pierwszą odkrytą taką bryłą była rogata sfera Alexandera.